# Contea di Whitley (Indiana)
La contea di Whitley (in inglese Whitley County) è una contea dello Stato dell'Indiana, negli Stati Uniti. La popolazione al censimento del 2000 era di 30 707 abitanti. Il capoluogo di contea è Columbia City.